# L・M・キット・カーソン
L・M・キット・カーソン（L. M. Kit Carson、1941年8月12日 - 2014年10月20日）は、アメリカ合衆国の脚本家、俳優、映画プロデューサー、映画監督。

## 経歴
1941年8月12日、テキサス州ダラスに生まれる。幼い頃、家族とともにアーヴィングへ移り住む。ダラス大学にて学士号を取得した。
1960年代から1970年代にかけて、『エスクァイア』や『ローリング・ストーン』などの雑誌で映画批評を執筆する。1984年、ヴィム・ヴェンダース監督の『パリ、テキサス』の脚本を手がける。俳優としては、シドニー・ルメット監督の『旅立ちの時』やロマン・コッポラ監督の『CQ』などに出演した。
2014年10月20日、ダラスにて死去。73歳没。

## フィルモグラフィー

### 映画
- David Holzman's Diary （1967年） - 出演
- The American Dreamer （1971年） - 監督
- ブレスレス Breathless （1983年） - 脚本
- ドラゴン・シンジケート Chinese Boxes （1984年） - 脚本
- パリ、テキサス Paris, Texas （1984年） - 脚本
- 悪魔のいけにえ2 The Texas Chainsaw Massacre 2 （1986年） - 脚本
- 旅立ちの時 Running on Empty （1988年） - 出演
- ハリケーン・クラブ Hurricane Streets （1997年） - 製作総指揮
- PERFUME パフューム Perfume （2001年） - 脚本・製作
- CQ CQ （2001年） - 出演
- ラブ&クライム Tempo （2003年） - 脚本

### テレビ
- 特捜刑事マイアミ・バイス Miami Vice （1989年） - 出演